# 若纳唐·米多尔
若纳唐·米多尔（法語：Jonathan Midol，1988年1月13日—），法国男子自由式滑雪运动员。他曾代表法国参加2014年冬季奥林匹克运动会自由式滑雪比赛，获得一枚铜牌。